# Vũ Đức Thận
Vũ Đức Thận (1916 - 1990), phố Nguyễn Bỉnh Khiêm, quận Hai Bà Trưng, Hà Nội, là 1 trong 7 người đỗ khoá Kĩ sư Công chính đầu tiên ở Đông Dương (khoá 1944), Hiệu trưởng của trường Cao đẳng Giao thông Công chính (nay là trường Đại học Giao thông vận tải) từ 1952 đến 1956, nguyên Thứ trưởng Bộ Kiến trúc, nguyên Thứ trưởng Bộ Xây dựng, chỉ huy xây dựng Lăng Bác, Tổng giám đốc đầu tiên của Thủy điện Hòa Bình .

## Tiểu sử
Năm 1945 ông lãnh đạo trí thức Việt Minh giành chính quyền ở Huế, làm Ủy viên Ủy ban Trung bộ. Trong Kháng chiến chống Pháp, ông làm Giám đốc giao thông Trung bộ, Liên khu IV, Tây Bắc rồi Hiệu trưởng Đại học Giao thông. Ông được Đại tướng Võ Nguyên Giáp giao chỉ huy mở đường lên Tây Bắc với các địa danh đèo Lũng Lô, dốc Pha Đin, Phà Tạ Khoa nổi tiếng, góp phần vào chiến thắng Điện Biên Phủ. Chiến tranh phá hoại miền Bắc nổ ra, ông trực tiếp chỉ huy xây dựng sân bay Nội Bài cùng một số công trình quân sự bí mật, đặc biệt là khu ATK, hệ thống hầm phòng không bảo vệ các cán bộ TW tại Hà Nội. Sau đó ông được bổ nhiệm làm Thứ trưởng bộ Kiến trúc, Thứ trưởng - UV Đảng đoàn Bộ Xây dựng, chỉ huy xây dựng Lăng Bác và TGĐ đầu tiên của Thủy điện Hòa Bình.

## Khen thưởng, vinh danh
Ông được Nhà nước trao tặng Huân chương kháng chiến chống Pháp và chống Mỹ hạng nhất, truy tặng Huân chương Độc lập hạng Ba.
Ông được Ủy ban nhân dân thành phố Hà Nội đặt tên đường cho đoạn từ ngã ba giao cắt với đường Ngô Gia Tự đến ngã ba giao cắt với phố Việt Hưng (phường Việt Hưng).